# Susoh (berg i Indonesien)
Susoh är ett berg i Indonesien.   Det ligger i provinsen Aceh, i den västra delen av landet, 1 600 km nordväst om huvudstaden Jakarta. Toppen på Susoh är 1 121 meter över havet, eller 774 meter över den omgivande terrängen. Bredden vid basen är 22,9 km.
Terrängen runt Susoh är huvudsakligen lite bergig. Runt Susoh är det ganska tätbefolkat, med 78 invånare per kvadratkilometer. I omgivningarna runt Susoh växer i huvudsak städsegrön lövskog.